# Pusztakürt
Pusztakürt (szlovákul Pusté Sady, korábban Pustakert) község Szlovákiában, a Nagyszombati kerületben, a Galántai járásban.

## Fekvése
Galgóctól 15 km-re, délre fekszik.

## Története
1156-ban „Kurt” néven említik először. A honfoglalás után a Kürtgyarmat törzs Kürt részének szállásterülete volt, mely időközben elpusztult, majd újratelepült. 1352-ben „Kyurth”alakban szerepel. Kezdetben a semptei uradalom része, majd 1392-ben az esztergomi káptalan birtoka lett. 1598-ban kirabolták és felégették a törökök. A 16.-17. században a Chizy, Thúry és Henezy családok birtokában állt. A 18.-19. században a Záhy, Andrássy és Eszterházy családok a birtokosai. A 19. század végén az Appel család volt a földesura.
Vályi András szerint: „Nemes, és Puszta Kürt. Két tót falu Nyitra Várm. Puszta Kürtnek földes Urai G. Eszterházy, és G. Sándor Uraságok, Nemes Kürtnek pedig több Urak, lakosai katolikusok, fekszenek Udvarnokhoz nem meszsze, Nyitrához két mértföldnyire, határbéli földgyeik termékenyek, boraik jók, más vagyonnyaik is vagynak.”
Fényes Elek szerint: „Nemes- és Puszta-Kürth, Nyitra m. két egymás mellett lévő tót falu, Semptéhez éjszakra 1 órányira, az elsőben lakik 334 kath., 151 zsidó, kiknek synagógájok van; a másodikban 410 kath., 14 zsidó. Határuk dombos, de meglehetős; dohányt és bort termesztenek. F. u. többen. Ut. post. Szered.”
Nyitra vármegye monográfiája szerint: „Pusztakürt, tót község a járás déli csúcsán, Nemes-Kürttől mintegy 3 kmre, a Jácz-patak mellett, 529 r. kath. vallásu lakossal. Postája Kis-Báb, táviró- és vasúti állomás Szered. A községben csak kápolna van, mely 1885-ben épült. A faluban az Illésházy és a Thurzó grófoknak szép kastélyuk volt, mely azonban már elpusztult. Előbb ezek, később az Eszterházyak voltak a földesurai.”
A trianoni békeszerződésig Nyitra vármegye Galgóci járásához tartozott.

## Népessége
| Év:            | 1994. | 2004.   | 2014.   | 2024.   |
| -------------- | ----- | ------- | ------- | ------- |
| Emberek száma: | 610   | 622     | 583     | 601     |
| Eltérés:       |       | +1,96 % | -6,27 % | +3,08 % |

| Év:            | 2023. | 2024.   |
| -------------- | ----- | ------- |
| Emberek száma: | 612   | 601     |
| Eltérés:       |       | -1,79 % |

1910-ben 593, túlnyomórészt szlovák anyanyelvű lakosa volt.
2001-ben 603 lakosából 600 szlovák volt.
2011-ben 596 lakosából 584 szlovák volt.
2021-ben 605 lakosából 4 magyar, 574 (+5) szlovák, (+1) cigány, (+1) ruszin, 11 egyéb és 16 ismeretlen nemzetiségű volt.

## Nevezetességei

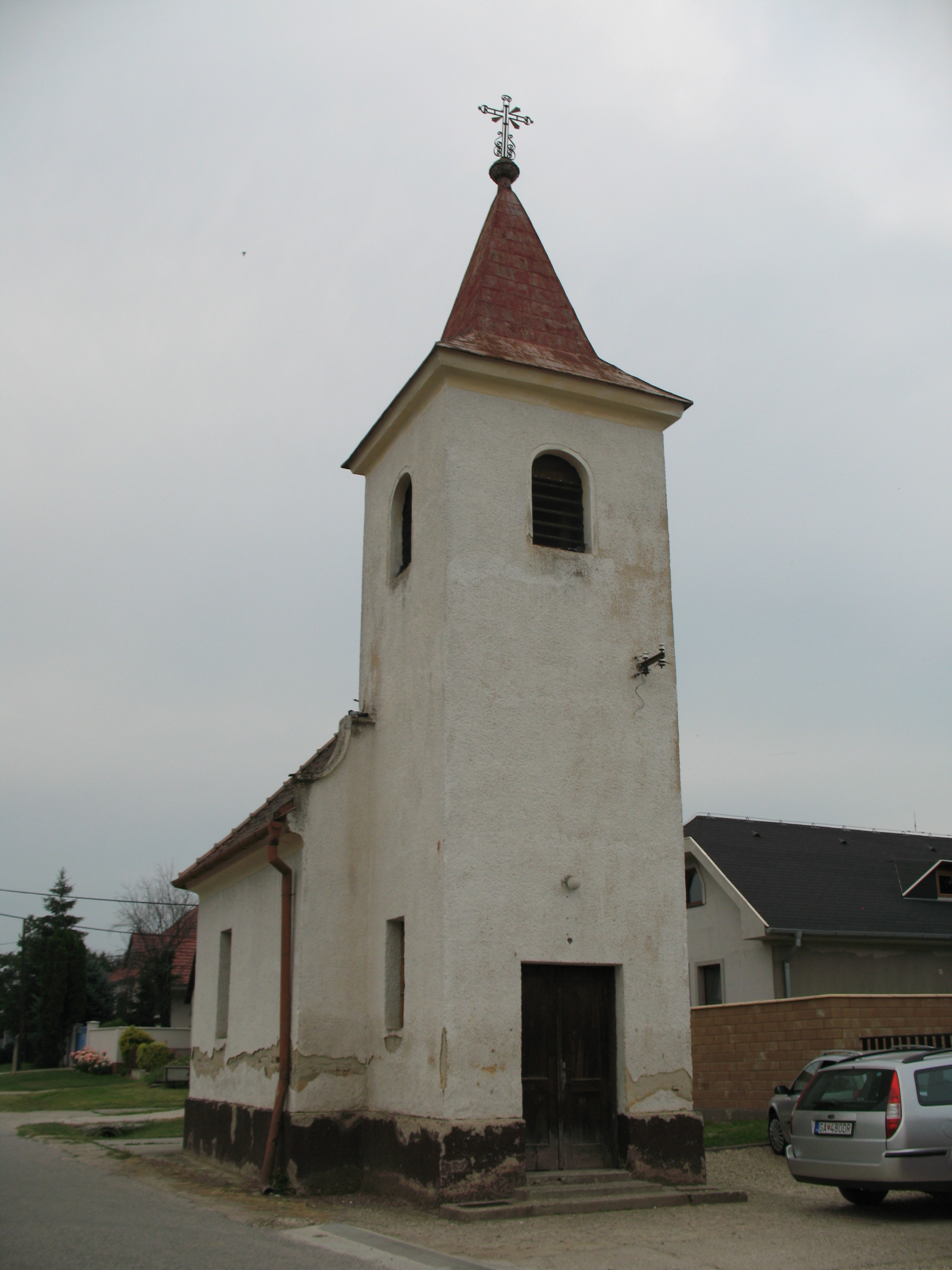
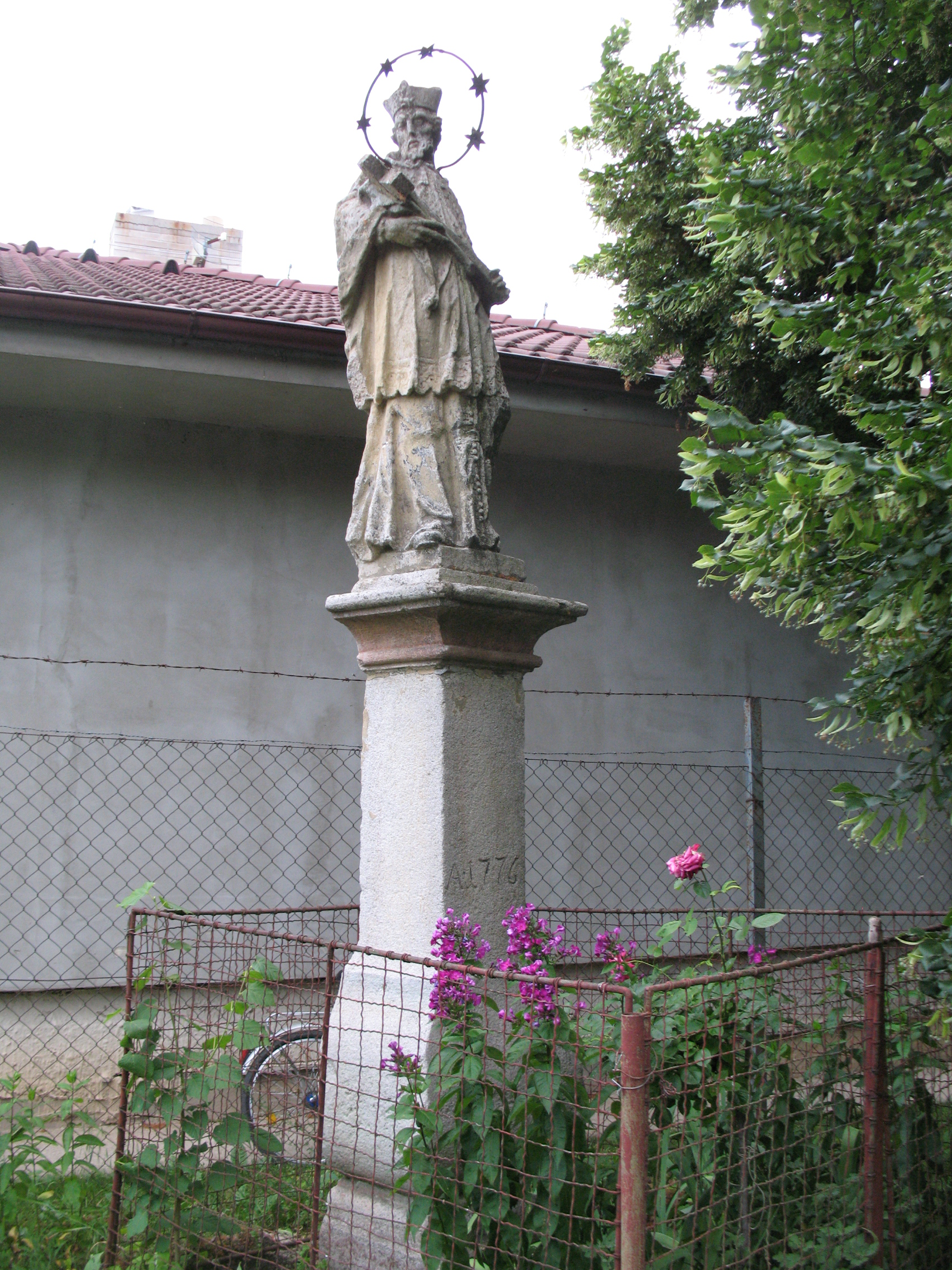
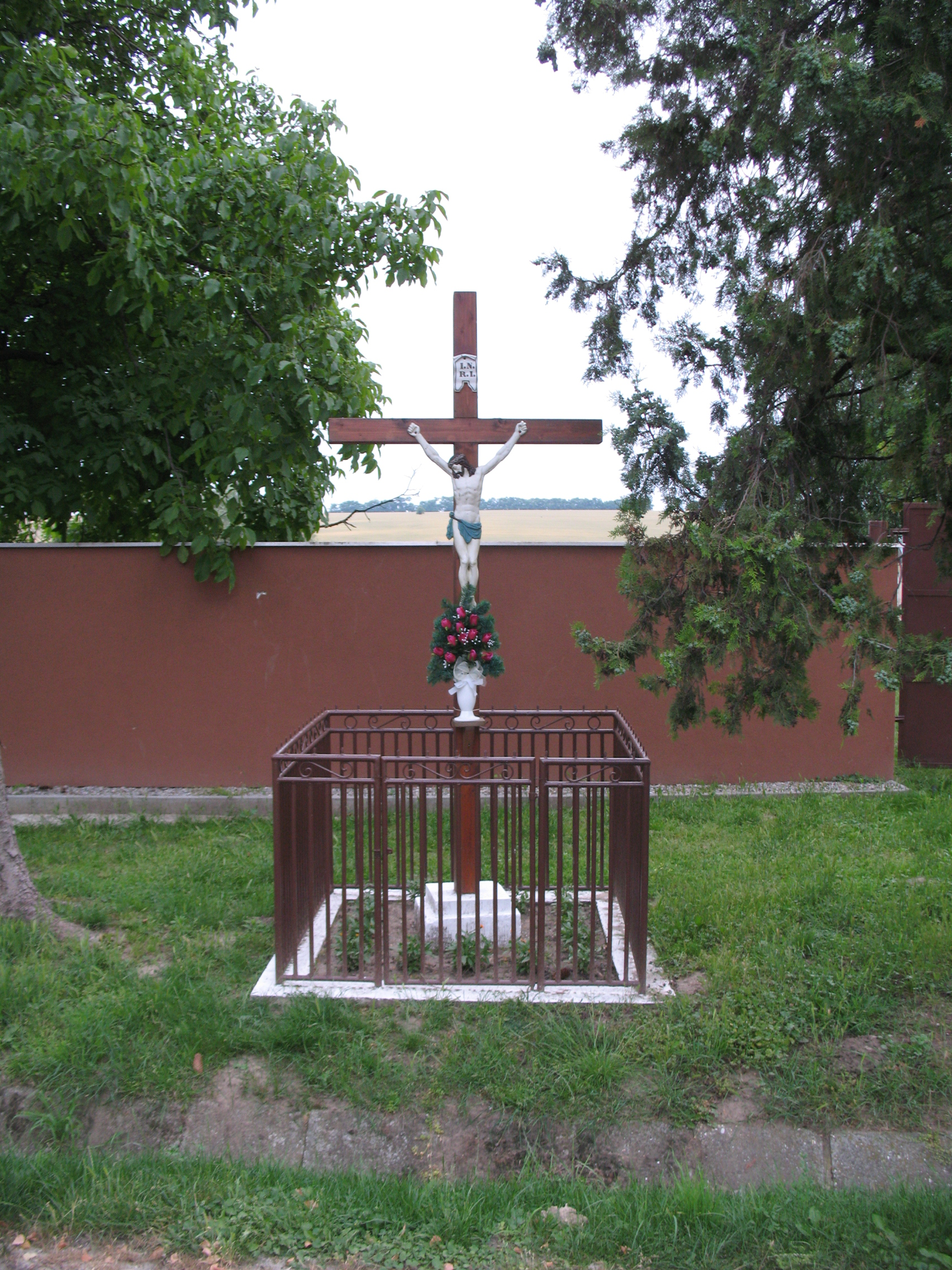

## Külső hivatkozások
- Községinfó
- Pusztakürt Szlovákia térképén
- E-obce.sk Archiválva 2008. augusztus 24-i dátummal a Wayback Machine-ben